# Paul Ranous Greever

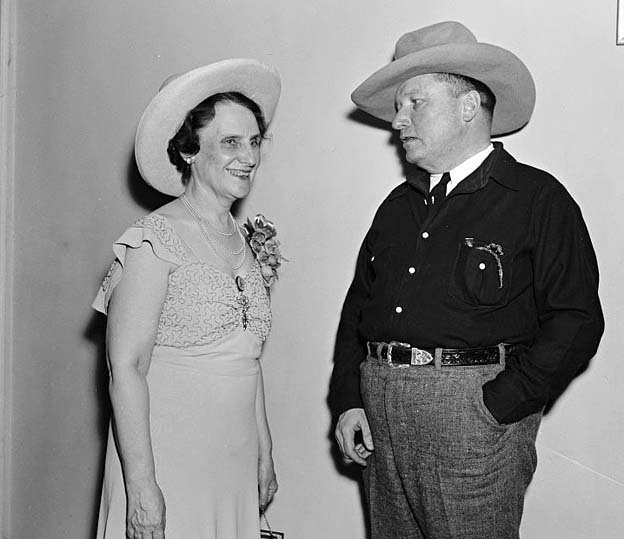
Paul Ranous Greever mit der ehemaligen Gouverneurin von Wyoming, Nellie Tayloe Ross (1938)

Paul Ranous Greever (* 28. September 1891 in Lansing, Leavenworth County, Kansas; † 16. Februar 1943 in Cody, Wyoming) war ein US-amerikanischer Politiker. Zwischen 1935 und 1939 vertrat er den Bundesstaat Wyoming im US-Repräsentantenhaus.

## Frühe Jahre
Paul Greever besuchte die öffentlichen Schulen seiner Heimat. Bis 1917 studierte er an der juristischen Fakultät der University of Kansas Jura. Während des Ersten Weltkriegs war er Oberleutnant der US-Armee. Nach dem Krieg war er in Pine Bluffs und später in Cody in Wyoming als Rechtsanwalt tätig.

## Politischer Aufstieg
Greever wurde Mitglied der Demokratischen Partei. Von 1930 bis 1932 war er Bürgermeister von Cody und von 1933 bis 1934 Kurator der University of Wyoming. In dieser Zeit war er auch im Bankgeschäft engagiert. Bei den Kongresswahlen des Jahres 1934 wurde er als Kandidat seiner Partei zum Nachfolger von Vincent Carter im US-Repräsentantenhaus gewählt. Dort absolvierte er zwischen dem 3. Januar 1935 und dem 3. Januar 1939 zwei Legislaturperioden. In dieser Zeit wurden viele der von der Bundesregierung unter Präsident Franklin D. Roosevelt eingebrachten Gesetze im Rahmen des New Deal im Kongress verabschiedet. Bei den Kongresswahlen des Jahres 1938 unterlag Paul Greever gegen Frank O. Horton, den Kandidaten der Republikanischen Partei.

## Weiterer Lebenslauf
Nach dem Ende seiner Zeit im Kongress arbeitete Paul Greever wieder als Rechtsanwalt. Er starb am 16. Februar 1943 durch einen Unfall beim Reinigen einer Schusswaffe, als er sich versehentlich selbst erschoss.